# Chữ Pegon

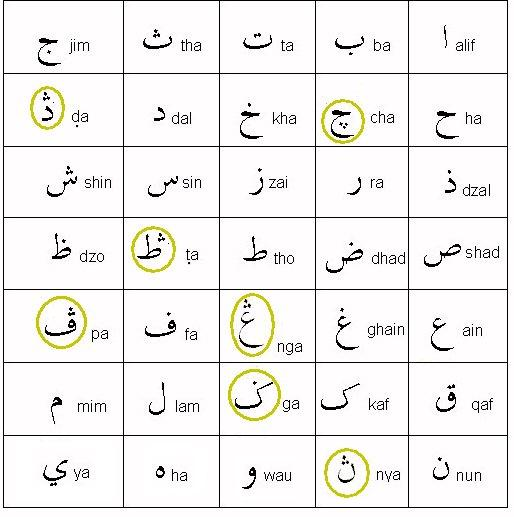
Phụ âm Pegon. Các chữ cái không có trong bảng chữ cái tiếng Ả Rập được đánh dấu bằng một vòng tròn màu vàng.

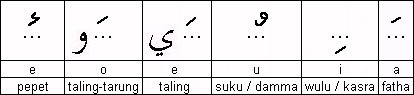
Nguyên âm Pegon

Pegon (tiếng Java: أبجد ڤيڬون) là một kịch bản Chữ Ả Rập được sử dụng để viết Java, Madura và Sunda, thay thế cho Chữ Latin và Chữ Java và là Chữ Sunda. Cụ thể, nó được sử dụng cho văn bản và thơ ca tôn giáo (Hồi giáo) từ thế kỷ XV, đặc biệt là trong việc viết bình luận của Qur'an. Pegon bao gồm các biểu tượng cho âm thanh không có trong Tiếng Ả Rập tiêu chuẩn hiện đại. Pegon đã được nghiên cứu ít hơn nhiều so với nó Jawi cho các ngôn ngữ như Malay, Aceh, Banjar, Minangkabau và Tausug.

## Tên gọi
Từ Pegon có nguồn gốc từ một từ tiếng Java pégo, có nghĩa là "lệch lạc", do thực tế viết ngôn ngữ Java bằng chữ viết Ả Rập, được người Java coi là không thông thường.

## So sánh với Jawi và Pegon
Sự khác biệt chính giữa Jawi và Pegon là phần sau hầu như luôn được viết bằng các dấu hiệu nào đó. Vì ngôn ngữ Java chứa nhiều aksara swara (dấu nguyên âm) so với đối tác Malay của họ, nên phải viết các dấu hiệu giọng nói để tránh nhầm lẫn. Ngoài tiếng Mã Lai, Tiếng Java cũng sử dụng một hệ thống chữ viết tương tự mà không có dấu hiệu giọng hát gọi là Gundhul.